# اللصيب (الضليعة)

'

تعديل مصدري - تعديل

اللصيب هي إحدى قرى عزلة الضليعة بمديرية الضليعة التابعة لمحافظة حضرموت، بلغ تعداد سكانها 204 نسمة حسب تعداد اليمن لعام 2004.